# Isla Guano
La isla Guano es una pequeña isla ubicada en la costa centro-norte de la Provincia de Santa Cruz (Argentina). Su ubicación geográfica es a 30 km al sur de la ciudad de Puerto Deseado, y a aproximadamente 2,5 km de la costa continental. Se encuentra en la parte central de la bahía de los Nodales, frente a la punta Ramos y punta Médanos Negros. Sus dimensiones aproximadas son 400 metros en sentido norte-sur por 200 metros en sentido este-oeste.
Se trata de una isla rocosa que presenta restingas en sus costas. Se caracteriza por la existencia de colonias de cría de cormorán imperial (Phalacrocorax atriceps).  A partir de esta colonia se han generado acumulaciones de guano (que se estiman podrían llegar a 30 toneladas por temporada) las cuales han sido explotadas comercialmente durante la década de 1950.